# Phastos
Phillip Stoss (Phastos) es un personaje ficticio que aparece en los cómics estadounidenses publicados por Marvel Comics. Apareció por primera vez en The Eternals Vol. 2 #1 (octubre de 1985) y fue creado por el escritor Peter Gillis y el artista Sal Buscema. Es miembro de los Eternos, una raza humana en el Universo Marvel.
Brian Tyree Henry interpreta a Phastos la película de Marvel Cinematic Universe Eternals (2021).

## Historial de publicación
Phastos apareció por primera vez en The Eternals (octubre de 1985), y fue creado por Peter Gillis y Sal Buscema.

## Biografía del personaje ficticio
La historia de Phastos es muy turbia. Es un eterno de tercera o cuarta generación que eligió permanecer en la Tierra debido a su búsqueda obsesiva de un objeto o persona no identificada. Él continúa sirviendo como tecnólogo maestro de la raza eterna, y fue su genio lo que le permitió a Virako regresar de la muerte aparente. A pesar de que desprecia la guerra, Phastos optó por seguir a Ikaris en la batalla contra los secuaces de Apocalipsis.
Phastos se muestra viviendo bajo el nombre de Phillip Stoss, antes de que se le revele su verdadera identidad. 

## Poderes y habilidades
Como Eterno, Phastos tiene velocidad, fuerza sobrehumana, durabilidad sobrehumanas y es inmortal.Puede proyectar «Energía Cósmica» en forma de rayos de sus ojos y manos.Su manipulación de la energía cósmica permite el vuelo, la generación de ilusiones, la transmutación de la materia y la teletransportación.
Phastos lleva un martillo especial capaz de disparar rayos de una energía desconocida y también un ingeniero, tecnólogo e inventor brillante.

## En otros medios

### Película
- Phastos es interpretado por Brian Tyree Henry en la película de 2021 Eternals.[15] Es un Eterno y un inventor inteligente de armas y tecnología.[16]Es el primer superhéroe representado como gay en una película de MCU.[17]Phastos fue enviado a la Tierra en el año 5.000 a. C. para avanzar en el desarrollo social del planeta y protegerlo de los Desviants. Él guio y avanzó en muchas revoluciones tecnológicas a lo largo de la historia de la humanidad, pero cayó en un estado de abatimiento cuando se dio cuenta de que las herramientas que introdujo a la humanidad se utilizaron en agosto de 1945 para crear la primera bomba atómica que provocó una pérdida monumental de vidas humanas. Culpándose a sí mismo, se distanció de sus compañeros Eternos. En la actualidad, Phastos se instaló y formó una familia con su esposo Ben y criaron a un hijo llamado Jack. Se reunió nuevamente con los Eternos para prevenir una nueva ola de Desviantes liderados por Kro, y se dio cuenta de su verdadero propósito; para allanar el camino para el Surgimiento de la Tierra, lo que conduciría al nacimiento de Tiamut y resultaría en la destrucción del planeta. Los Eternos estaban divididos, y Phastos se hizo a un lado para proteger el planeta y evitar que ocurriera el Surgimiento. Al elegir salvar el planeta y a sus ocupantes en lugar de permitir que ocurriera la Emergencia, Phastos fue secuestrado de la Tierra por Arishem (que planea observar sus recuerdos para ver si la humanidad es lo suficientemente digna de vivir) a lugares desconocidos.